# Webshots
Webshots (dt. etwa „WWW-Schüsse“) ist ein Anbieter für Desktop-Hintergrundbilder und Sperrbildschirme von Therefold Photos.  Die Internetpräsenz wurde von 2007 bis zur Abschaltung 2012 von American Greetings betrieben.
Webshots wurde 1996 als Internet-Domain für professionelle Hintergrundbilder (engl. Wallpaper) eingerichtet. 1999 kam dann das Foto-Sharing (dt.: „anderen zugänglich machen“ oder „freigeben“) dazu. Zum 17. Oktober 2009 gab es mehr als 651 Millionen Fotos auf der Seite. Die meisten waren von jedem Benutzer auffindbar. Man konnte Kommentare zu Fotos hinzufügen, Blogs erstellen und an einer Community teilnehmen.
Das Webangebot wurde durch Werbung finanziert. Die Benutzer konnten für einen Jahresbeitrag sogenannte „Premiummitglieder“ werden, die dann die Foto-Seiten ohne Werbung betrachten konnten und ein größeres Kontingent zum Hochladen bekamen. Außerdem kamen kleine Werbe-Videos auf den meisten Seiten hinzu.
Das Abspeichern von Fotos in höheren Auflösungen war nur für Nutzer möglich, welche man als „Freund“ in der App hinzufügte.
Im Dezember 2012 wurde die Plattform für Benutzer geschlossen. Verwiesen wurde auf den Nachfolger „Smile“ der jedoch im nächsten Jahr aufgegeben wurde. Auf der Plattform werden jetzt (Stand 2024) über ein Abo-System Hintergrundbilder verkauft.